# Vintage Vinos
Vintage Vinos es un álbum recopilatorio del músico británico Keith Richards, publicado por la compañía discográfica Mindless Records en noviembre de 2010. El álbum incluye temas remasterizados de los álbumes Talk is Cheap, Live at the Hollywood Palladium, December 15, 1988 y Main Offender, así como «Hurricane», un tema inédito solo disponible anteriormente para seguidores que donaron dinero a las víctimas del huracán Katrina y grabada durante las sesiones del álbum Forty Licks en 2002. Vintage Vinos, publicado de forma paralela a la edición de Life, la autobiografía de Richards, alcanzó el puesto 40 en la lista Top Independent Albums de Billboard. 

## Lista de canciones
1. Take It So Hard - 3:16
2. Big Enough - 3:19
3. You Don't Move Me - 4:50
4. Struggle - 4:12
5. Make No Mistake - 4:55
6. Too Rude - 7:46
7. Time Is on My Side - 4:26
8. Happy - 7:08
9. Connection - 2:32
10. Wicked As It Seems - 4:45
11. Eileen - 4:29
12. Hate It When You Leave - 4:58
13. Locked Away - 5:45
14. Hurricane - 1:25

## Personal
- Keith Richards - voz, guitarra eléctrica, coros (1, 2, 3, 4, 10, 11, 12, 13), guitarra acústica (3), bajo (11), teclados (12), percusión (2)
- Waddy Wachtel - guitarra eléctrica (1, 4, 6, 7, 8, 9, 10, 11, 12), guitarra slide (3), guitarra acústica (13), coros (8, 9, 10, 11, 12), piano (11), celeste (12)
- Ron Wood - guitarra slide
- Steve Jordan - bajo (1), coros (1, 2, 3, 4, 5, 6, 7, 8, 9, 10, 11, 12, 13), percusión (2, 3), batería (2, 3, 4, 5, 6, 7, 8, 9, 10, 11, 12, 13), congos (5, 12), teclados (12)
- Ivan Neville - piano (1, 11, 13), teclados (1, 4, 6, 7, 8, 9, 13), coros (6, 7, 8, 9), clavinet (10), bajo (12)
- Bernie Worrell - órgano (2, 3, 5), clavinet (5)
- Bootsy Collins - bajo (2)
- Michael Doucet - violín (13)
- Charley Drayton - batería (1), bajo (3, 4, 5, 6, 7, 8, 9, 10, 13), coros (6, 11, 12), `piano (12), órgano Hammond B-3 (12)
- Jack Bashkow - instrumentos de viento (12)
- Crispin Cloe - instrumentos de viento (12)
- Amo Hacht - instrumentos de viento (12)
- Bobby Keys - saxofón (6)
- Maceo Parker - saxofón alto (2)
- Sarah Dash - voz (5, 7), coros (2)
- Babi Floyd - coros (10, 12)
- Bernard Fowler - coros (10, 12)
- Stanley Dural - acordeón (3, 13)